# St. Jakob in Haus
St. Jakob in Haus, Sankt Jakob in Haus – gmina w Austrii, w kraju związkowym Tyrol, w powiecie Kitzbühel. Liczy 771 mieszkańców (1 stycznia 2015).